# Аристобул II
Аристобул II (грч. Ἀριστόβουλος, око 100–49. п. н. е.) је био краљ Јудеје из династије Хасмонејаца од 66. п. н. е. до 63. п. н. е. Пред мајчину смрт Аристобул II је започео грађански рат 67. п. н. е. да спречи долазак на власт свога старијега брата Хиркана II, који је још више од мајке Саломе Александре био под контролом фарисеја. Аристобул II је након победе у грађанском рату преузео функцију краља и првосвештеника 66–63. п. н. е. Његов брат Хиркан II повео је уз помоћ Арапа Набатејаца рат против њега, победио га и опседао. Притисак потплаћенога римскога војсковође Марка Емилија Скаура 64. п. н. е. спасио је Аристобула и присилио Хиркана II да се повуче. Међутим Помпеј Велики је 63. п. н. е. дошао у Јудеју и пресудио је у корист Хиркана. Аристобула је заробио и послао у Рим. Гај Јулије Цезар је 49. п. н. е. посало Аристобула са војском у Јудеју, али отровале су га Помпејеве присталице.

## Помаже прогоњене садуцеје
Аристобул II је млађи син хасмонејскога краља Јудеје Александра Јанеја и Саломе Александре. Имао је старијега брата Хиркана II, који је након смрти оца Алксандра Јанеја обављао функцију првосвештеника, а световну власт преузела је Александра Салома од 76. до 67. п. н. е. Аристобул II је преузео заповедништво над војском. За време владавине Александре Саломе фарисеји су уз њену подршку преузели главне полуге власти. Фарисеје је подржавао и Аристобулов старији брат Хиркан II, а Аристобул II је попут свога оца подржавао садуцеје. Након погубљења многих садуцеја истакнути садуцеји тражили су и добили подршку од Аристобула II. Аристобул II их је спасио, пошто је наговорио мајку Александру Салому да их не погуби, него да их протера из града. Најугледнији људи су указали Саломи да није паметно да они беже код Арете III, набатејскога краља, јер би их он онда искористио у рату са Јудејом. Салома је онда угледним садуцејима дала многе тврђаве у унутрашњости Јудеје.

## Побуна
Када се Салома Александра разболила Аристобул II се бојао да ће након Саломине смрти фарисеји да постану још опаснији и да имају апсолутну власт. Знао је да је његов брат Хиркан II слабић, кога ће фарисеји да потпуно контролишу. Аристобул II је одмах заузео тврђаву Агабу и заједно са својим присталицама заузео је за 15 дана око 22 упоришта. Након тога окупио је велику војску и прогласио се за краља. Салома Александра је онда на инсистирање Хиркана II и фарисеја дала да се затворе Аристобулова жена и деца. Међутим усред тога сукоба Александра Салома је умрла 67. пре н. е, а Хиркан II је био законити наследник краљевине.

## Аристобул постаје краљ 66. п. н. е.
Хиркан II је 67. п. н. е. постао нови краљ Јудеје, али Аристобул је против њега започео рат. У бици код Јерихона већина војске напустила је Хиркана и прешла Аристобулу. Хиркан је након пораза побегао у тврђаву, где су били заточени Аристобулова жена и деца. Ипак успели су да постигну споразум 66. пре н. е, по коме је Аристобул II постао нови краљ и првосвештеник, а Хиркан се одрекао обе функције, а заузврат је добио Аристобулову кућу.

## Хиркан II уз помоћ Набатејаца побеђује и опседа Аристобула II
Споразум између двојице браће није био дугога века, јер се Хиркан II бојао да брат планира да га ликвидира. Такве страхове потпалио је Хирканов саветник Антипатар Идумејац, који је настојао да наговори Хиркана II да побегне код набатејскога краља Арете III. Антипатар Идумејац је подстрекавао најугледније Јевреје против Аристобула подсећајући их да се неправедно домогао краљевскога трона. Антипатар Идумејац је на крају подстакао Хиркана да побегне код Арете III. Хиркан II је од набатејскога краља Арете тражио подршку у повратку круне, а заузврат му је обећавао територије, које је Александар Јанеј раније отео од Набатејске краљевине. Уз помоћ набатејске војске Хиркан II је кренуо у рат против свога брата. Аристобул се након пораза склонио у Јерусалим, а Арета III и Хиркан II су онда почели да га опседају. Аристобула су напустили сви свештеници.

## Римска интервенција
Помпеј Велики је у то време ратовао са Понтом и са Тиграном Великим. Послао је Марка Емилија Скаура да преузме селеукидску Сирију. Пошто су Римљани већ освојили Дамаск Скаур је отишао у Јудеју. Пошто су Хасмонејци били римски савезници оба брата су 64. п. н. е. послали изасланство код Скаура тражећи од њега помоћ. Аристобул је понудио Скауру 300 или 400 таланата, па је Скаур стао на његову страну. Наредио је Хиркану и Арети да прекину са опсадом запретивши им римском интервенцијом. Арета се након тога са својим Набатејцима враћао кући. Међутим Аристобул се није задовољио самим окончањем опсаде, него је напао и тешко поразио противника, који се повлачио.

## Помпејева интервенција
Када је Помпеј Велики 63. п. н. е. стигао у Дамаск код њега су дошла изасланства од Хиркана и од Аристобула. Помпеј је одлагао одлуку, кога да подржи. Међутим одлучио је да подржи Хиркана II сматрајући да ће као слабији брат бити поузданији римски савезник од Аристобула. Помпеј је са друге стране намеравао да најпре оконча операције по околним територијама, па тек онда објави да подржава Хиркана. Иако Помпеј није објавио своју пресуду о томе кога ће да подржава, Аристобул II је посумњао да ће Помпеј да подржи Хиркана, па се затворио у изузетно јаку тврђаву Александрион. Аристобул је послушао Помпеја да изађе из тврђаве на разговоре. Послушао је Помпејева наређења и предао је Помпеју сва утврђења по Јудеји делом из страха, а делом се још увек надајући повољном развоју. Аристобул II се онда повукао у Јерусалим.

## Помпеј заузима Јерусалим
Када је Помпеј Велики кренуо према Јерусалиму Аристобул II је најпре обећао да ће му предати град, али Аристобулове присталице нису биле спремне да предају град. Помпеј је онда 63. п. н. е. почео да опседа град. Пре тога затворио је Аристобула. Римљани су заузели Јерусалим након тромесечне опсаде, у којој је страдало 12.000 Јевреја. Помпеј Велики је Хиркана II поново поставио на положај првосвештеника. Јудеји је одузео све територије, које су јудејски краљеви освојили у ратовима. Аристобула II је као заробљеника заједно са његовом децом одвео у Рим. Аристобулов старији син Александар од Јудеје успут је умакао, а млађи син Антигон Хасмонејац стигао је са оцем и две сестре у Рим.

## Бег из Рима и побуна
Аристобул II је 56. п. н. е. побегао из Рима. Одмах је окупио велики број присталица. Римски проконзул Сирије Аул Габиније је против њега послао војску, па се Аристобул повукао према Махери, задржавши само 8.000 способнијих војника. Римска војска га је пратила и присилила на битку, у којој му је погинуло 5.000 војника. Аристобул се са 1.000 војника пробио до Махере, надајући се да ће поново да окупи нову војску. Међутим Римљани су успели да заузму Махеру и заробе Аристобула II и његовога сина Антигона Хасмонејца и врате их у Рим.

## Цезар га шаље у Сирију
Када је Гај Јулије Цезар 49. п. н. е. овладао Римом Помпеј Велики је побегао са Сенатом на исток. Цезар је тада ослободио Аристобула II, дао му је две легије и послао га у Сирију, надајући се да ће придобити Јудеју и целу Сирију. Помпејеве присталице су, међутим, отровале Аристобула II и спречиле га да се врати на трон Јудеје.